# Patent Ochsner
Patent Ochsner is een Zwitserse poprockband. Centrale figuur is zanger Büne Huber, het enige bandlid dat sinds de oprichting lid van de groep is. De muziek wordt voornamelijk in het Bernduits, oftewel Mundart gezongen. De stijl is veelzijdige rock.

## Bandgeschiedenis
De band wordt in 1990 in Bern opgericht door Büne Huber, Böbu Ehrenzeller, Pascal Steiner, Tinu Neuhaus, Simon Berger en Philippe Stalder. In 1991 komt Carlo Brenni bij de groep, in 1993 Resli Burri. In 1995 verlaten Stalder en Neuhaus de band, 1998 Brenni, in 2001 Ehrenzeller, Burri en Neuhaus en in 2006 Steiner. De huidige bezetting kwam grotendeels tot stand na het solo-album Honigmelonemond van Huber. 

Op de eerste drie albums Schlachtplatte, Fischer en Gmües zijn veel indrukken van Zwitserse volksmuziek te horen en wordt gebruikgemaakt van in pop- en rockmuziek ongebruikelijke instrumenten als mandoline, cello, zingende zaag, trombone en een fanfare. Nadat Schlachtplatte de tweede plaats op de Zwitserse albumcharts bereikt, halen alle volgende studio-albums de eerste plaats. Met Stella Nera maakt Patent Ochsner de commercieel succesvolste plaat tot dan toe. De single “W. Nüss vo Bümpliz” staat 22 weken in de hitlijsten. Er volgt een uitgebreide tournee, waarbij ook in Duitsland wordt opgetreden. 
Hierna is het langere tijd stil rond Patent Ochsner, die alleen wordt doorbroken door het ingetogen solo-album Honingmelonemond van Huber.
In bijna geheel nieuwe bezetting volgen het frisse Trybguet, het wat vlakke Liebi, Tod + Tüüfu en het weer jong klinkende The Rimini Flashdown. 
Regelmatig gaat Patent Ochsner op tournee, waarna het zich regelmatig een langere periode van rust gunt. In Zwitserland hoort Patent Ochsner met ZüriWest, Stephan Eicher en Gölä tot de best verkopende en populairste artiesten in Zwitserland. 
In 2010 verscheen de registratie van een openlucht-concert met het Berner Symphonie Orchester. In juni 2012 kwam het nieuw studioalbum Johnny (The Rimini Flashdown pt. II) uit. In juni 2015 werd door het verschijnen van de CD Finitolavoro (The Rimini Flashdown pt. III) de Rimini Flashdown-trilogie voltooid.

## Discografie
Cd-albums:
- Schlachtplatte (1991)
- Fischer (1993)
- Gmües (1994)
- Stella Nera (1997)
- Wildbolz & Süsstrunk (1998, live dubbel-CD)
- Trybguet (2003)
- Liebi, Tod + Tüüfu (2005)
- The Rimini Flashdown (2008)
- Bundesplatz (2010, live DVD/CD, met het Berner Symphonie Orchester)
- Johnny (The Rimini Flashdown pt. II) (2012)
- Finitolavoro (The Rimini Flashdown pt III) (2015)

Solo-album Büne Huber:
- Honingmelonemond (2000)